# Fotografiemuseum Amsterdam
Il Fotografiemuseum Amsterdam, conosciuto anche come Foam, è un museo di fotografia affacciato sul Keizersgracht, uno dei principali canali di Amsterdam, nei Paesi Bassi. Nel corso degli anni il museo ha ospitato mostre di alcuni dei più importanti fotografi del mondo, come Diane Arbus e Henri Cartier Bresson, ma si concentra soprattutto nella ricerca di nuovi talenti della fotografia, organizzando concorsi e mostre.

## Sede
Il museo è situato nel quartiere Grachtengordel, sul canale Keizersgracht. Il palazzo, al numero 609 del Keizersgracht, fu comprato dall'imprenditore Carel Joseph Fodor, che alla sua morte lo donò alla città di Amsterdam, insieme alla sua collezione di opere d'arte, specificando che l'edificio avrebbe dovuto prendere il nome di Museum Fodor. Il museo fu inaugurato nel 1863, restando aperto fino al 1994. Fino al 2001 l'edificio fu occupato dal Netherlands Design Insitute. Il Keizersgracht 609 è dal 1970 un rijksmonument (monumento nazionale) dei Paesi Bassi.

## Storia
Nel novembre 2001, il Foam ricevette il permesso dal comune per la sua apertura, e nel dicembre 2001 fu organizzata una prima mostra inaugurale intitolata Dutch Delight. Dopo la breve mostra, il museo chiuse per ristrutturazione fino all'estate del 2002, quando nel "nuovo" museo fu aperta la mostra Regie: Paul Huf, visitata da circa 8.000 persone.

## Collezione
Il Foam ha una collezione permanente, in costante aggiornamento, formata sia da opere di fotografi conosciuti a livello internazionale sia da opere di fotografi giovani ed emergenti. Questa collezione non è però sempre esposta nelle sale del museo, ma ne vengono saltuariamente esposte solo alcune opere sotto forma di mostre.

## Mostre ed eventi
Il format espositivo del museo consiste in una costante esposizione di mostre fotografiche, da due a quattro contemporaneamente, che comprendono retrospettive dei grandi fotografi del passato, mostre riguardanti fotografia documentaria, astratta-sperimentale, street photography, ritratto e mostre dedicate a giovani talenti della fotografia.
Alcuni dei più importanti fotografi in mostra al Foam sono stati: Vivian Maier, Brassaï, Seydou Keïta, André Kertész, Gordon Parks, William Eggleston, Ai Weiwei, Helmut Newton, Nobuyoshi Araki, Lee Friedlander, Diane Arbus, Gerda Leo, Helen Levitt e Henri Cartier-Bresson.
Il museo organizza inoltre incontri con gli artisti, presentazioni di libri di fotografia e firmacopie, dialoghi con esperti, workshop e visite guidate.

## Paul Huf Award
Dal 2007 il Foam organizza il Paul Huf Award, premio intitolato al fotografo Paul Huf, che viene assegnato ogni anno ad artisti che "parlano al nostro tempo e forniscono un contributo significativo alla comunità fotografica di oggi". Il vincitore viene premiato con una somma di 20.000 euro e una mostra monografica negli spazi del Foam.

## Foam Magazine
Il Foam Magazine è una rivista pubblicata due volte all'anno dal Foam. Ogni numero ha un tema specifico (ad esempio "FOOD!" nel n. 63 o "PROPAGANDA" nel n. 47) che viene trattato attraverso fotografie e immagini, brevi saggi, interviste e articoli di opinione. Per la qualità dei contenuti e la cura grafica il Foam Magazine è stato premiato come "Rivista Fotografica dell'Anno" ai Lucie Awards nel 2017 e nel 2019.

## Foam Talks
Dal 2020 il museo ha anche un podcast, Foam Talks, che in ogni puntata esplora un tema, un fotografo o un artista, invitando spesso proprio il fotografo protagonista della puntata a parlare dei suoi lavori nel podcast.